# STS-1
La STS-1 (Space Trasportation System-1) è stata la prima missione spaziale del Programma Space Shuttle. L'equipaggio era formato dal pilota Robert Crippen e dal veterano John Watts Young che aveva già partecipato alle missioni Gemini e Apollo. Il lancio avvenne dalla rampa 39-A del John F. Kennedy Space Center il 12 aprile 1981 e dopo due giorni l'orbiter atterrò sul lago Rogers (un bacino asciutto) alla base aerea Edwards in California.
Gli obiettivi principali riguardavano il test sulla sicurezza in fase di lancio, in fase di atterraggio. Inoltre sono stati registrati ed elaborati i valori di temperatura, pressione e accelerazione nelle varie parti della navicella.

## Equipaggio
| Ruolo      | Equipaggio                   | Equipaggio                   |
| ---------- | ---------------------------- | ---------------------------- |
| Comandante | John Watts Young Quinto volo | John Watts Young Quinto volo |
| Pilota     | Robert Crippen Primo volo    | Robert Crippen Primo volo    |

## Galleria d'immagini

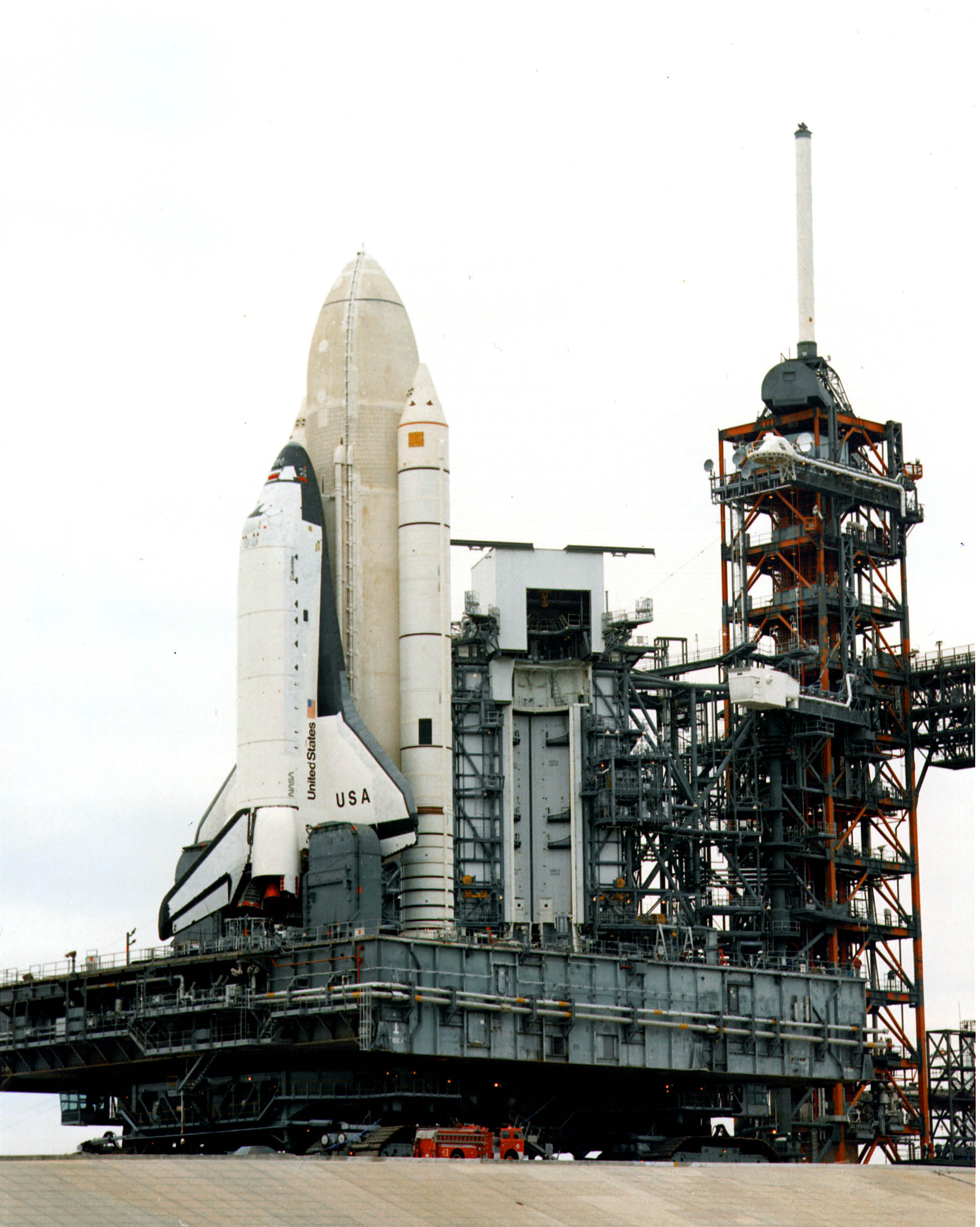
L'arrivo del Columbia al complesso di lancio 39A, 29 dicembre 1980.
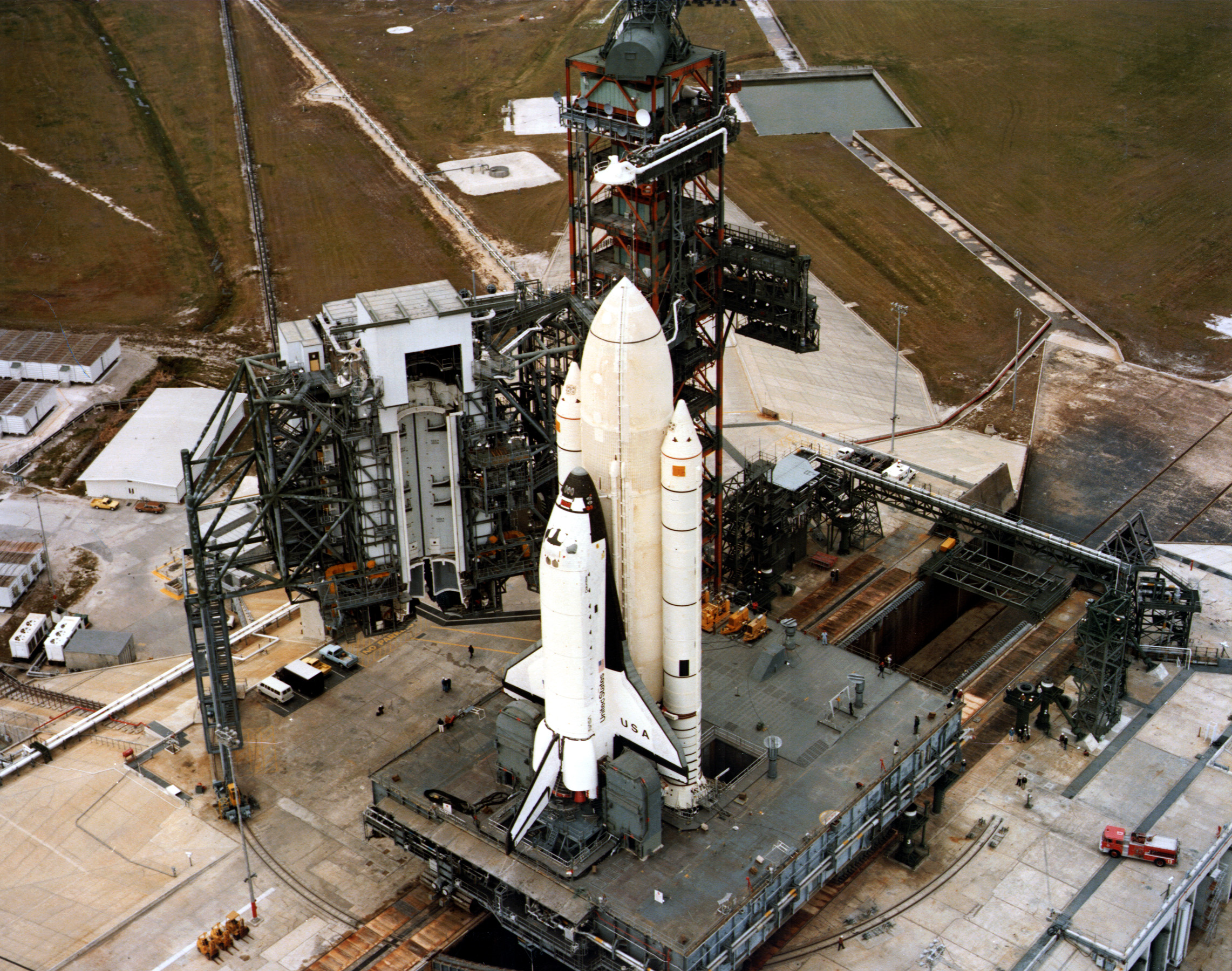
Arrivo al complesso di lancio 39A.
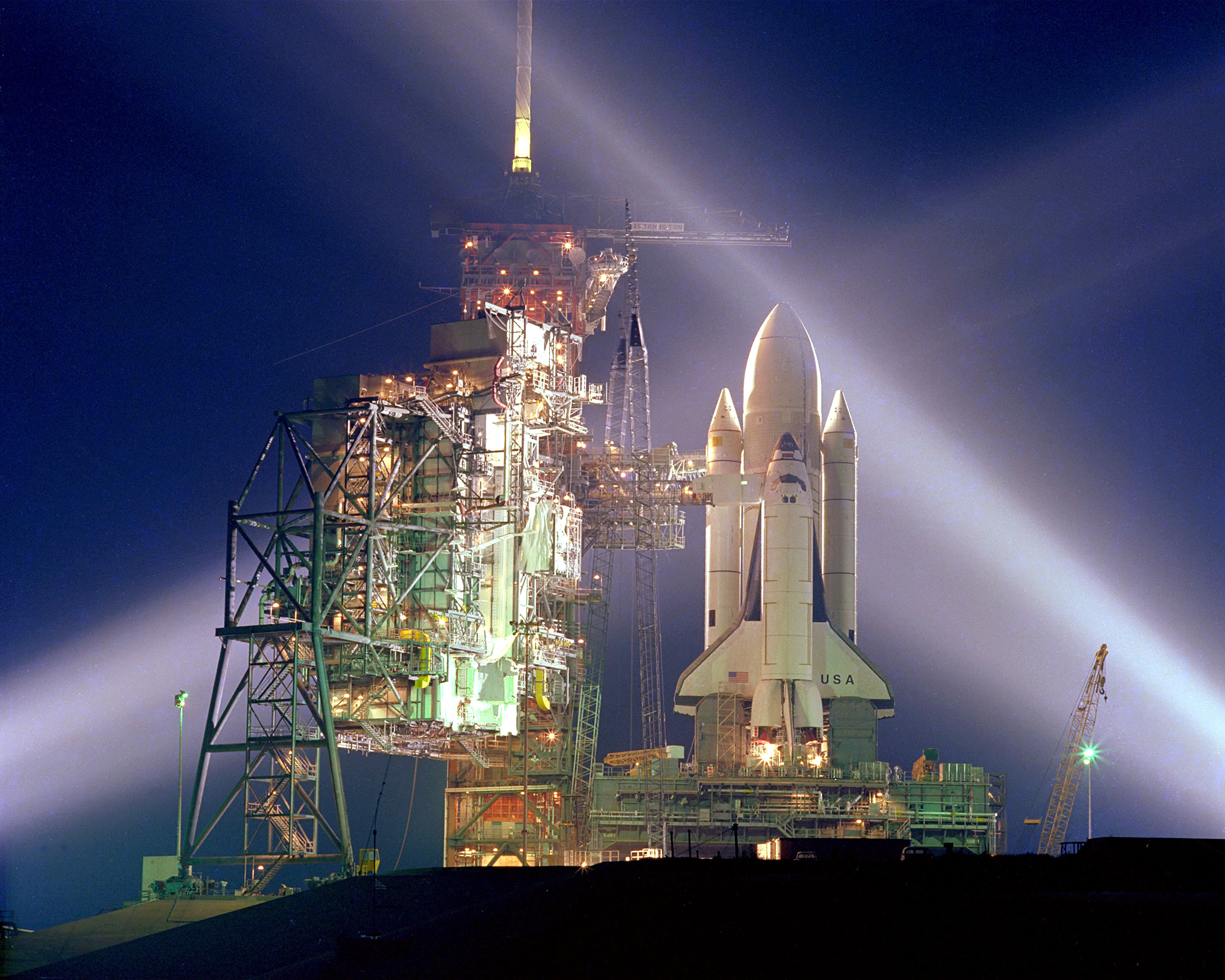
Columbia sulla rampa di lancio, 12 aprile 1981.
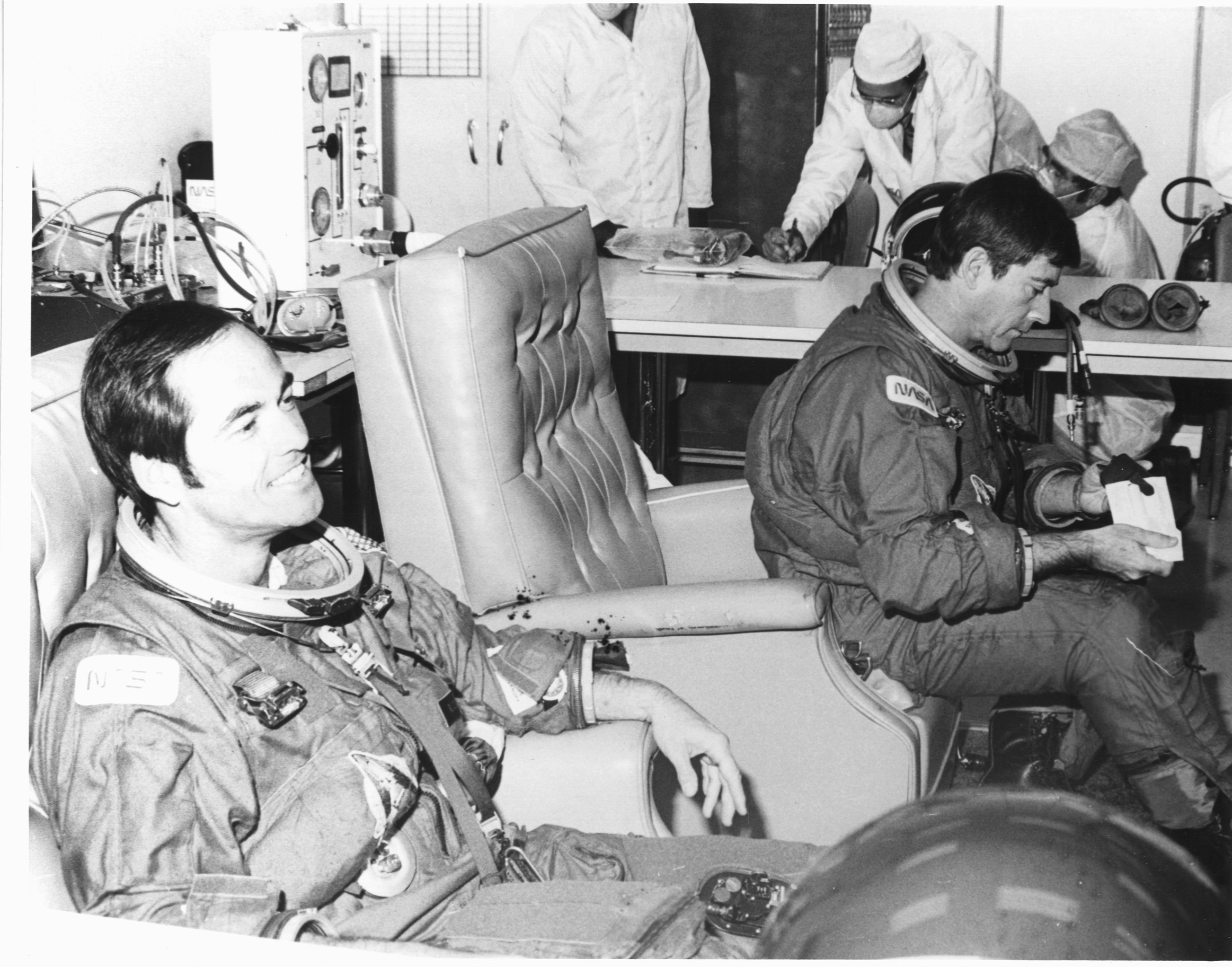
Il comandante John Young (destra) e il pilota Robert Crippen (sinistra) si preparano per il lancio.
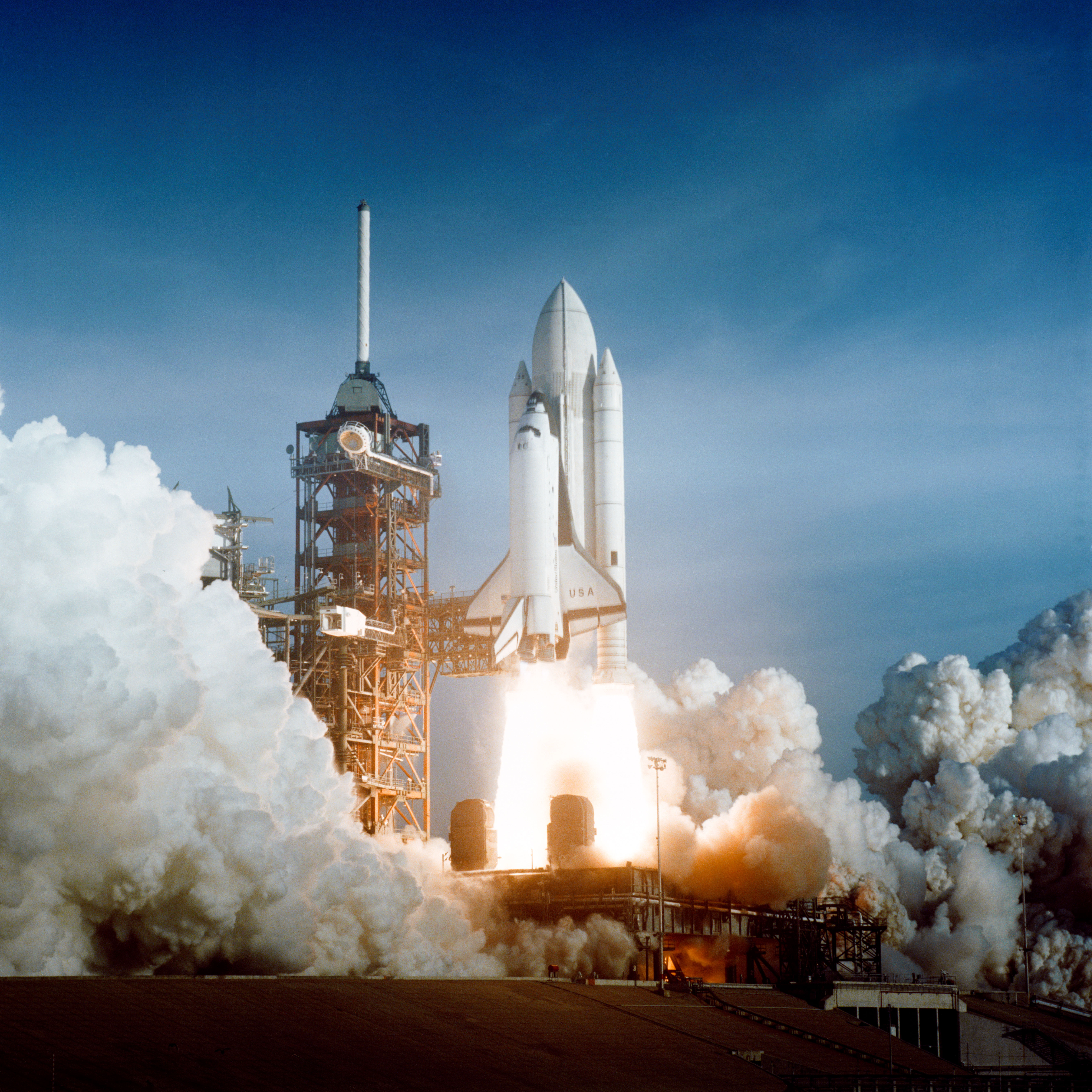
Il decollo di STS-1.
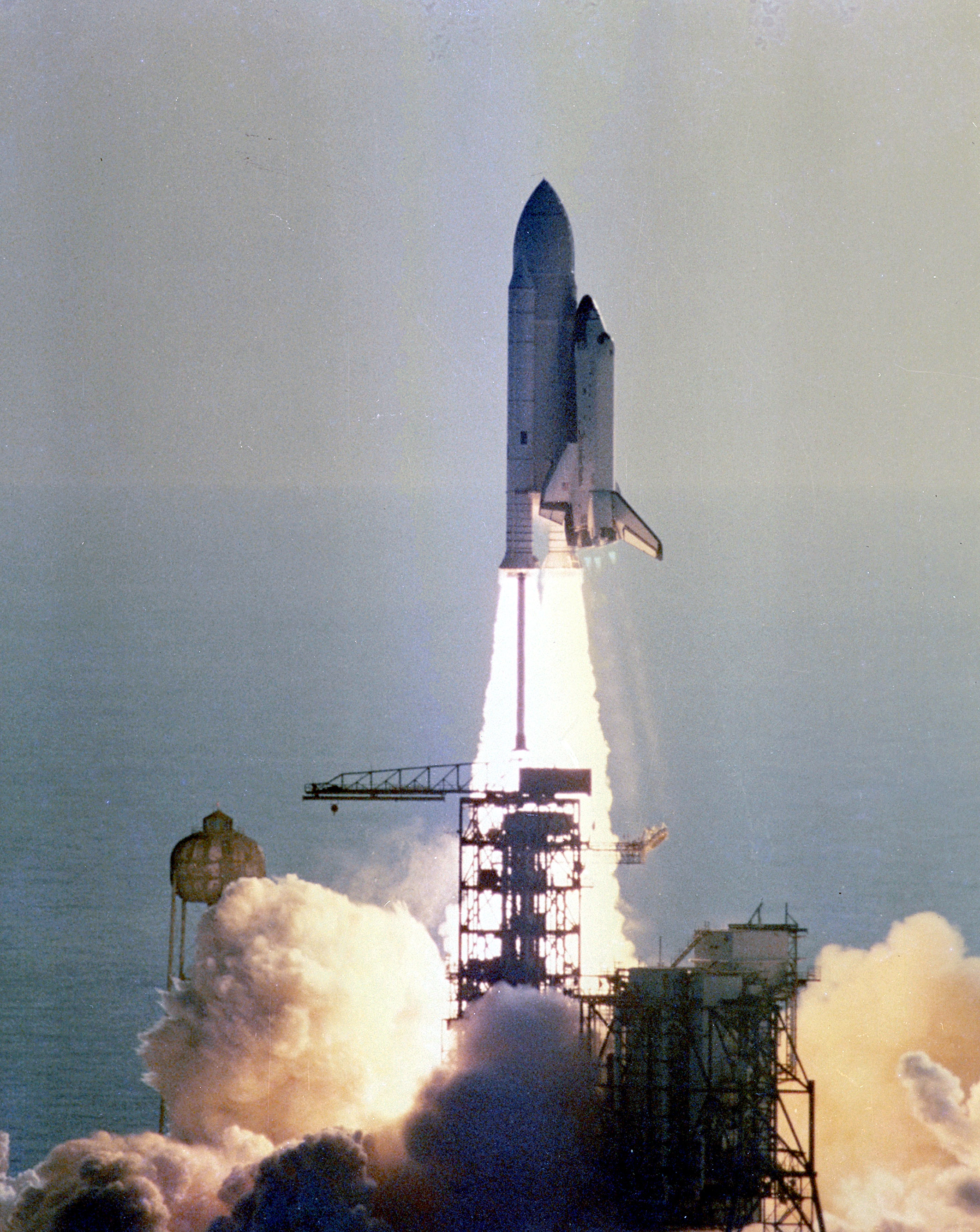
Il Columbia decolla.
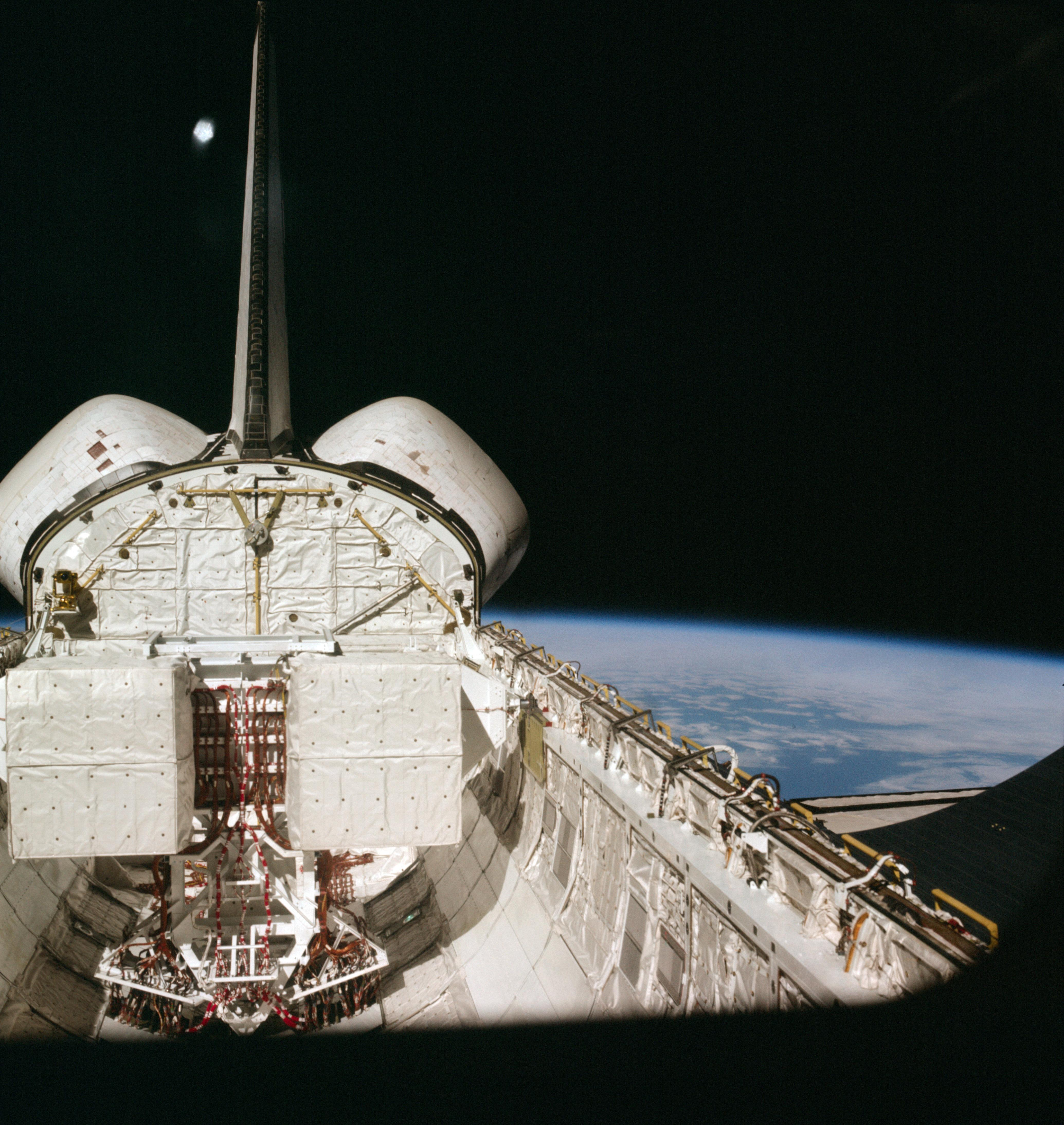
Stiva di carico del Columbia, 12 aprile 1981.
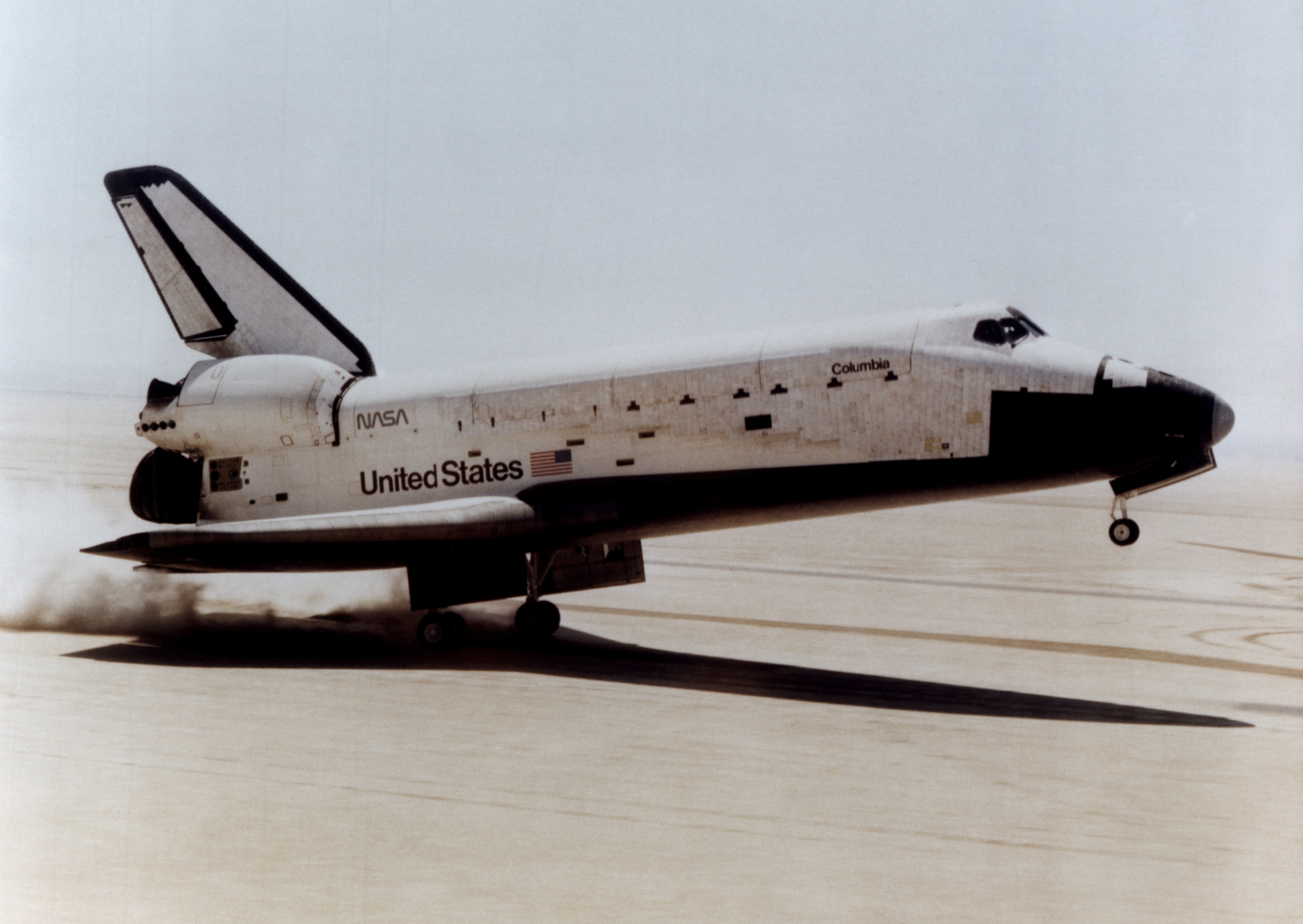
Il Columbia atterra alla Edwards Air Force Base, 14 aprile 1981.
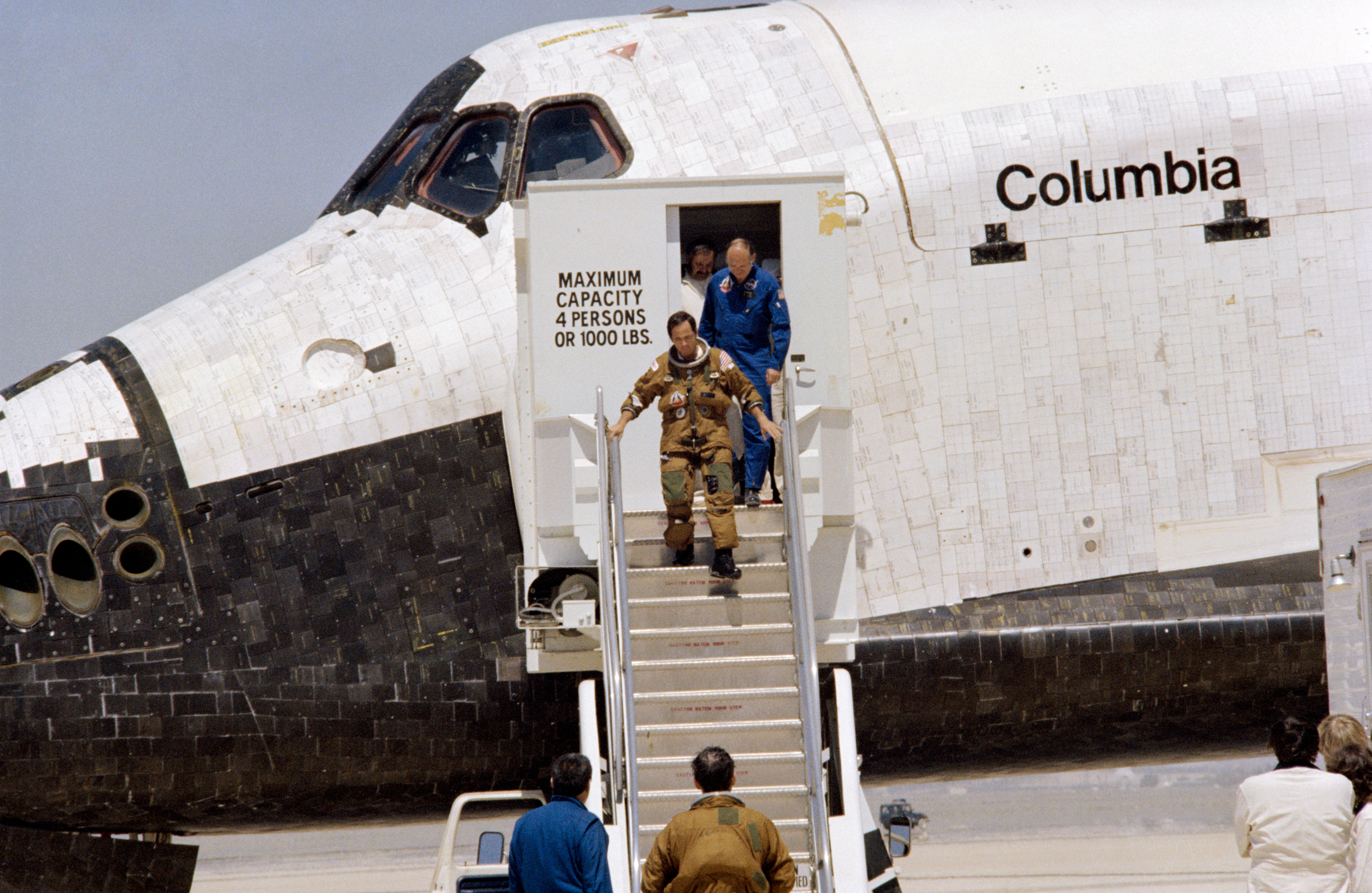
Il Columbia dopo l'atterraggio.
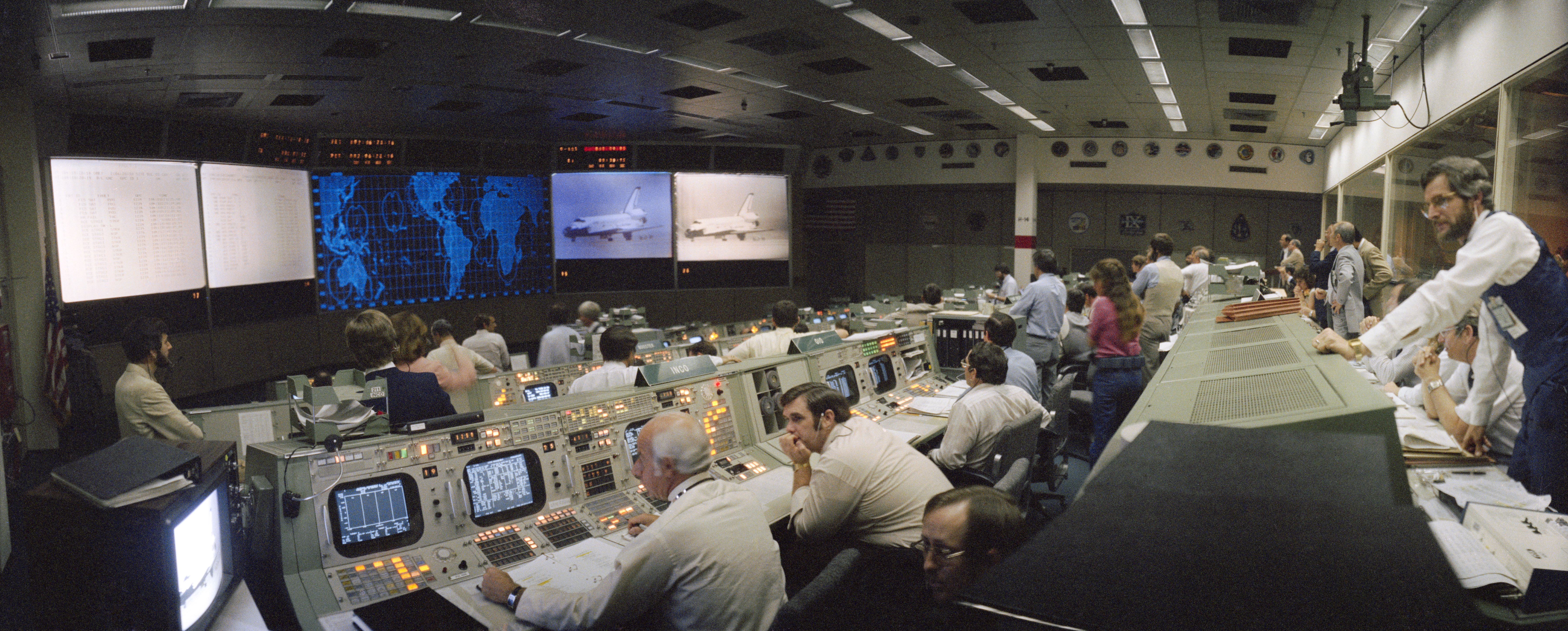
Mission operations control room durante la fase di atterraggio del Columbia.
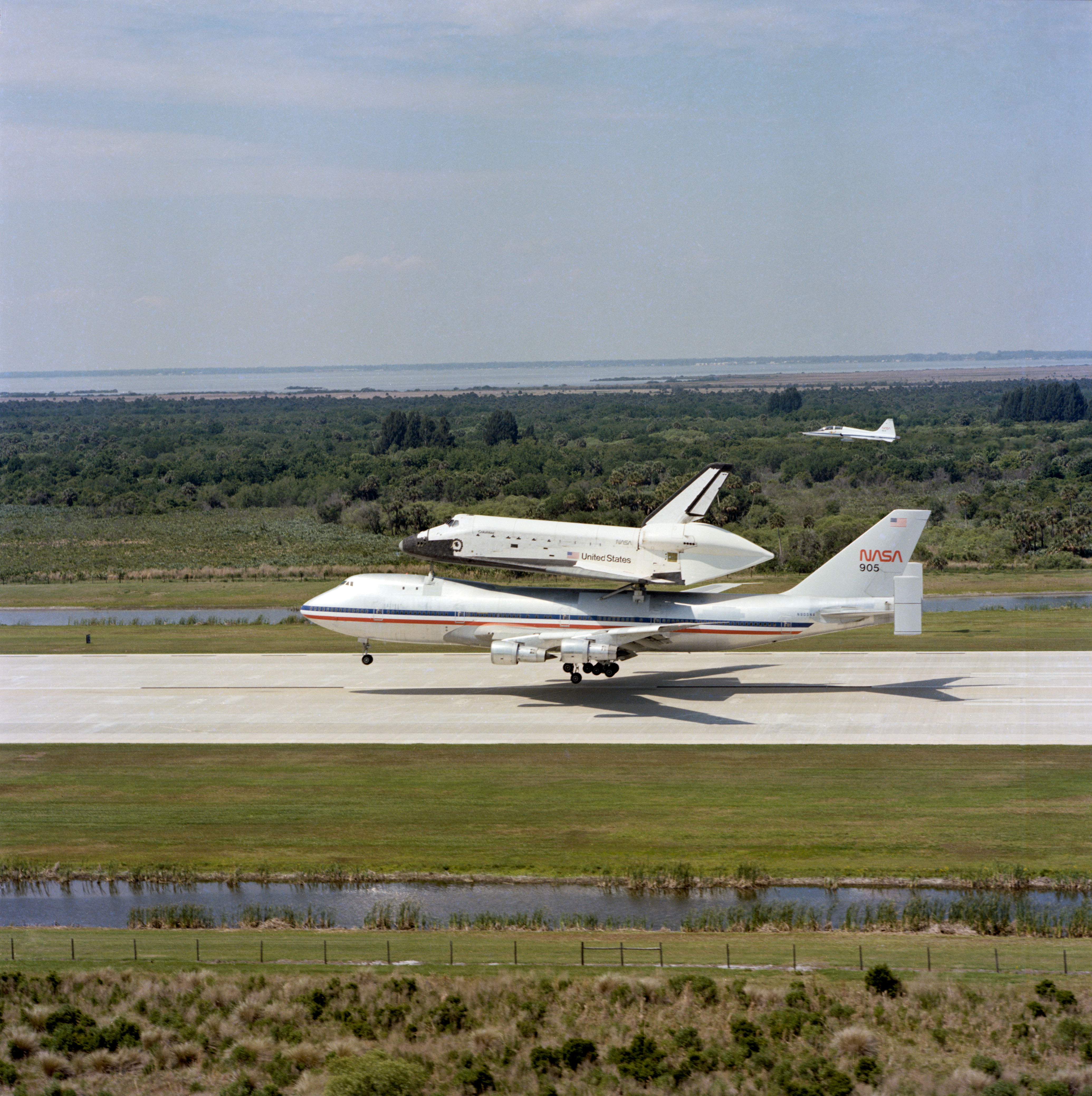
Columbia, montato sullo Shuttle Carrier Aircraft, arriva al Kennedy Space Center dopo STS-1 per essere preparato per la missione successiva.